# Prächtiger Dünnfarn
Der Prächtige Dünnfarn (Vandenboschia speciosa) ist eine Pflanzenart aus der Gattung Vandenboschia innerhalb der Familie der Hautfarngewächse (Hymenophyllaceae).

## Lebenszyklus
Wie typisch für Farne, existieren auch beim Prächtigen Dünnfarn im Zuge eines Generationswechsels jeweils aufeinanderfolgend eine haploide sich geschlechtlich fortpflanzende Generation, Gametophyt genannt, und eine sich über Sporen ungeschlechtlich fortpflanzende, diploide Generation, Sporophyt genannt, wobei der Sporophyt, wie typisch für alle höheren Pflanzen, größer und morphologisch stärker differenziert ist. Ungewöhnlich und bei europäischen Farnarten einzigartig ist beim Prächtigen Dünnfarn aber, dass der Gametophyt, neben der geschlechtlichen Fortpflanzung, sich auch über Gemmae genannte Brutkörperchen alternativ ebenfalls asexuell fortpflanzen kann. In diesem Fall folgt auf einen Gametophyt direkt ein weiterer Gametophyt. Da Gametophyten und Sporophyten auch in ihren ökologischen Ansprüchen unterschiedlich sind, gibt es Regionen des Verbreitungsgebiets, in denen ausschließlich Gametophyten vorkommen, ohne jemals die typischen Farnwedel (der Sporophyten-Generation) auszubilden. Diese können in Europa Hunderte von Kilometern von Vorkommen mit Sporophyten entfernt sein. Das Verbreitungsgebiet des Gametophyten ist also beim Prächtigen Dünnfarn weitaus größer als dasjenige, in dem auch Sporophyten ausgebildet werden.

## Beschreibung

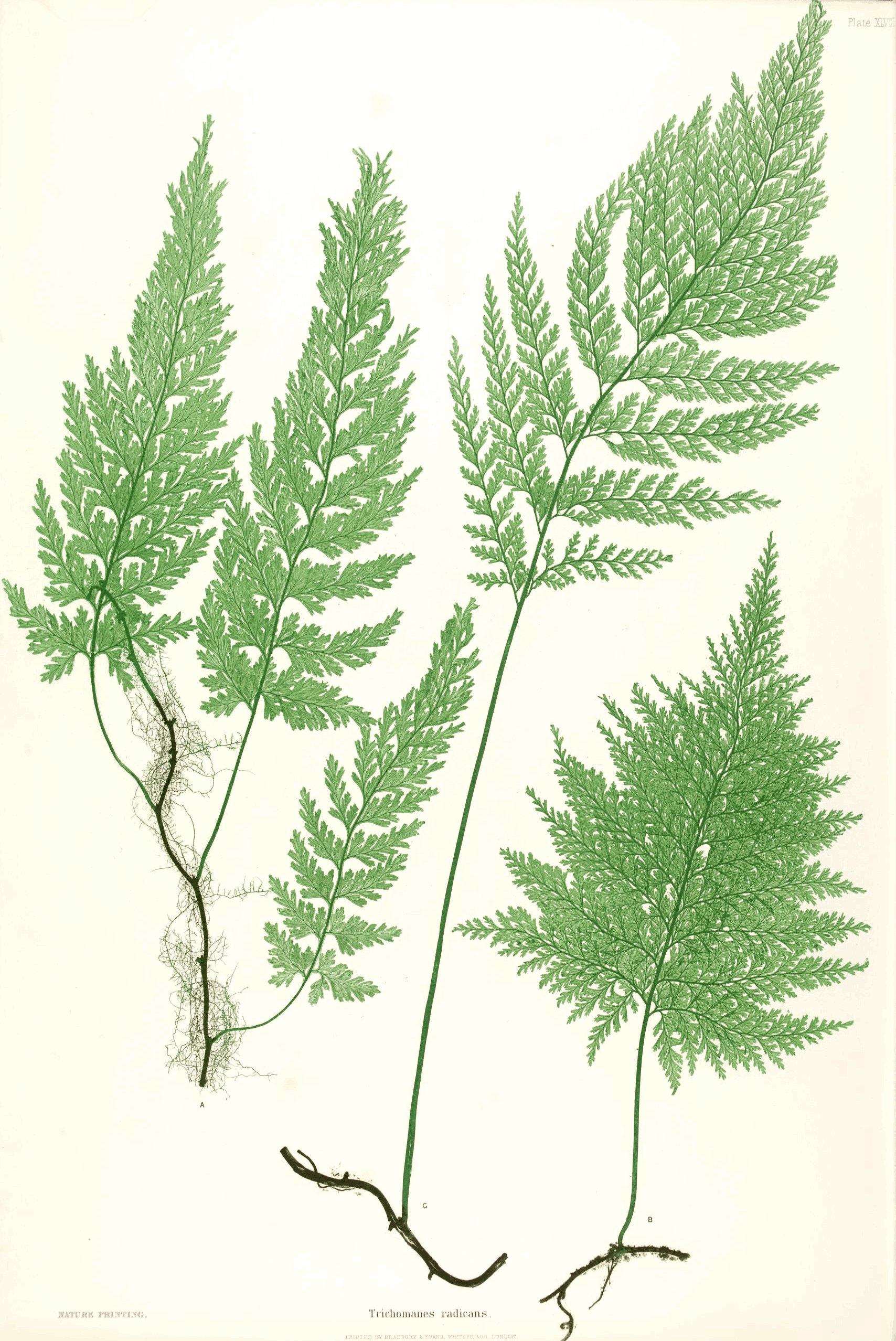
Sporophyten

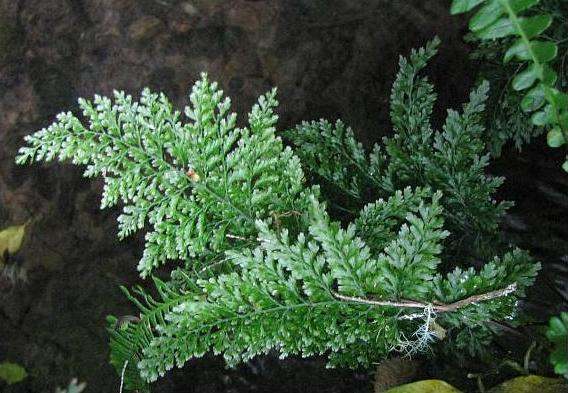
Sporophyt

### Gametophyt
Der Gametophyt des Prächtigen Dünnfarn wächst als filziges, matten- oder polsterfömiges Lager aus verzweigten Zellfäden. Die Einzelzellen erreichen dabei etwa 150 bis 300 Mikrometer Länge und 40 bis 55 Mikrometer Breite. Sie sind frisch grün gefärbt, nehmen bei Austrocknung aber eine blaugrüne Färbung an. Sie können von Einzelfilamenten, oft zwischen Moospflanzen, bis hin zu Matten von mehreren Quadratmeter Ausdehnung variieren. Die Polster sind recht stabil und besitzen bei Berührung etwa die Konsistenz von Wolle. Sie sind daran und an den stärkeren Fäden von Protonemae von Moosen zu unterscheiden. Am Substrat sind sie mit braun gefärbten Rhizoiden verankert. Die kurz-fädigen, aus wenigen Zellen bestehenden Gemmae sitzen büschelförmig gehäuft auf besonderen, Gemmifer genannten Strukturen. Von den Gametophyten anderer Farne sind sie in Europa leicht an der fädigen Wuchsform unterscheidbar.

### Sporophyt
Der Sporophyt des Prächtigen Dünnfarns wächst als ausdauernde krautige Pflanze und erreicht Wuchshöhen von bis zu 45 Zentimetern. Die Wedel entspringen, jeweils einzeln, langen, dünnen, auf der Oberfläche kriechenden Kriechsprossen (Rhizomen), die bedeckt sind von schwarz gefärbten, haarförmigen Schuppen. Die Rhizome erreichen etwa 2 bis 4 Millimeter Durchmesser, sie verzweigen sich oft, so dass umfangreiche, ausgedehnte Kolonien aus einzelnen Farnwedeln entstehen können. Die einzelnen Wedel erreichen 10 bis meist 20 bis 45 Zentimeter Höhe, ihre Spreite ist dreieckig-eiförmig bis eiförmig-lanzettlich im Umriss (solche schmalen Formen wurden aus Irland als var andrewsii Newm. beschrieben) und etwa zwei Drittel länger bis genauso lang wie ihr, zumindest oberwärts geflügelter, Stiel. Die fein gekräuselte Spreite ist zwei- bis dreifach (bis vierfach) fiederteilig, mit stumpfen (selten zugespitzten) Zipfeln. Die eigentliche Spreite (Lamina) ist sehr dünn (nur eine einzelne Zelllage stark) und durchscheinend. Die Fiederung ist symmetrisch, nicht asymmetrisch wie bei der Gattung Hymenophyllum. Die auffällige Aderung erstreckt sich bis zur Spitze der Einzelloben und Pinnae. Die Sporangien sitzen am Spreitenrand in becher- bis röhrenartigen Sori an einer zentralen, borstenförmigen Achse, die haarförmig aus dem zweilippigen Indusium hervorragt; an älteren Sori sind diese Borstenhaare noch gut erkennbar.
Die Wedel des Prächtigen Dünnfarn sind langsam wachsend und immergrün, sterile Wedel können mehrere Jahre alt werden.
Der Chromosomensatz ist 2n = 144.

## Verbreitung
Das Verbreitungsgebiet, in dem Sporophyten des Prächtigen Dünnfarns registriert wurden, ist auf die makaronesische Inselwelt und wenige Reliktvorkommen des küstennahen atlantischen Westeuropa beschränkt, es umfasst die Kapverdische Inseln, die Azoren, die Kanarischen Inseln, Madeira, den Süden, Westen und Nordwesten der Iberische Halbinsel (mit südlichstem Vorkommen in den Aljibe-Bergen unmittelbar nördlich von Gibraltar), das Baskenland und das Armorikanische Massiv in Westfrankreich, Irland (vor allem den Südwesten der Insel, County Kerry) und wenige isolierte Vorposten im Westen von Großbritannien und Italien. Innerhalb dieses Gebiets ist die Art meist auf wenige Sonderstandorte beschränkt und überall selten, so dass sie zu den seltensten europäischen Farnarten gerechnet wird.
Erstmals 1992 im französischen Zentralmassiv wurde überraschenderweise festgestellt, dass der Gametophyt des Prächtigen Dünnfarn viel weiter verbreitet ist, und insbesondere in Europa weit nach Osten hin vorkommt. Als Botaniker daraufhin eine gezielt Nachsuche begannen, wurde der Prächtige Dünnfarn bereits 1993 in den Vogesen, in Luxemburg und in der Südpfalz in Deutschland gefunden. Später wurde er weiter östlich, etwa im Elbsandsteingebirge (sowohl auf deutscher wie auch auf tschechischer Seite) registriert. Die östlichsten bekannten Fundorte sind zwei 2002 gefundene Stellen in den Sudeten im äußersten Westen von Polen. Der Gametophyt ist auch im Verbreitungsgebiet der Sporophyten häufiger, er kommt etwa in Italien von Ligurien bis zur Toskana und weiter verbreitet in Großbritannien, bis in den Osten von Schottland, vor.
Aus Deutschland sind Funde von Gametophyten bis 1998 bekannt geworden aus dem Pfälzerwald, der Eifel, dem Bergischen Land (Teufelsklippen bei Solingen) dem Nordschwarzwald, dem Spessart, dem Elbsandsteingebirge und Zittauer Gebirge, immer auf Sandsteinfelsen, fast durchweg des Buntsandstein. Seither wurden noch eine Reihe weiterer Vorkommen entdeckt, etwa in Südniedersachsen (Reinhäuser Wald) oder im hessischen Odenwald, Taunus, Burgwald und Werraland. Eine Verbreitungskarte für Deutschland (Stand 2013) ist bei Floraweb angegeben. Mit Ausnahme einiger wenige Millimeter langer Exemplare im Pfälzerwald wurden noch nie Sporophyten in Deutschland nachgewiesen.

## Standorte
Der Prächtige Dünnfarn wächst auf Felsstandorten auf saurem (selten neutralem) Gestein, häufig Sandstein, in luftfeuchten, schattigen Lagen, oft im Eingangsbereich von Höhlen oder Felsüberhängen oder im Spritzwasserbereich von Wasserfällen, oft in dunklen, wenig belichteten Bereichen, meist innerhalb von Waldgebieten. In Andalusien erreicht sie Höhenlagen von 500 bis 700 Metern. Sie fehlt auf exponierten Standorten mit Windeinfluss und auf Kalkgestein. Nur in Makaronesien gibt es auch halb-epiphytische Vorkommen auf bemoosten Baumstämmen.

## Naturschutz
Der Prächtige Dünnfarn ist Arten von gemeinschaftlichem Interesse nach Anhang II und Anhang IV der FFH-Richtlinie der Europäischen Union und aufgeführt im Anhang I der Berner Konvention. Das bedeutet, dass die Staaten der EU besondere Schutzgebiete im Rahmen des Schutzgebietsnetzes Natura 2000 für den Farn ausweisen sollen, aber auch alle Vorkommen abseits von Schutzgebieten besonderem Artenschutz unterliegen.
Nach der Abschätzung der IUCN gilt der Prächtige Dünnfarn 2017 als LC = „Least Concern“ = „nicht gefährdet“, es wird aber auf Bedrohungen aufgrund der besonderen Standortansprüche und des langsamen Wuchses aufmerksam gemacht, so dass die Bestandsentwicklung weiter geprüft werden soll. Als Bedrohungsfaktoren werden Einflüsse der Forstwirtschaft, Freizeitaktivitäten (z. B. Klettersport), aber auch Besammeln durch Botaniker und Pflanzenliebhaber angegeben.
Der Prächtige Dünnfarn war im 19. Jahrhundert, im Viktorianischen Zeitalter, in England aufgrund ihrer Seltenheit in Sammlungen und Gewächshäusern reicher Engländer sehr begehrt, ihr Besitz galt als Statussymbol. Die meisten englischen Vorkommen wurden in dieser Zeit daher für den Pflanzenhandel geplündert.

## Taxonomie
Die Erstveröffentlichung erfolgte 1810 unter dem Namen (Basionym) Trichomanes speciosum durch Carl Ludwig Willdenow. Erste Funde, von Richard Richardson in Yorkshire, England stammen schon aus dem Jahr 1724, wurden aber noch irrtümlich der (tropisch verbreiteten) Trichomanes radicans (einem Synonym von Vandenboschia radicans) zugeordnet.
Genetische Untersuchungen haben gezeigt, dass die artenreiche, mehr als 250 Arten umfassende Gattung Trichomanes in traditioneller Abgrenzung polyphyletisch ist und diese Verwandtschaftsgruppe neu gegliedert werden muss. Der Prächtige Dünnfarn gehört dabei einer Klade an, die bei Ebihara et al. 2006 als eigenständige Gattung Vandenboschia Copeland aufgefasst wird. Diese war, in einem etwas anderen Umfang, traditionell als Untergattung von Trichomanes aufgefasst worden. Innerhalb der Gattung gehört sie, mit etwa 15 anderen Arten, der Untergattung Vandenboschia s. str. an. Diese Art gehört seit Ebihara et al. 2006 als Vandenboschia speciosa (Willd.) G.Kunkel zur Gattung Vandenboschia Copeland Dies wurde beispielsweise durch Kadereit et al. 2016 bestätigt.
Die Neukombination zu Vandenboschia speciosa (Willd.) G.Kunkel wurde bereits 1966 durch Günther W. H. Kunkel in Ber. Schweiz. Bot. Ges. Band 76, S. 48 veröffentlicht.